# Pavlovac (Topola)
Pavlovac (Servisch cyrillisch Павловац) is een plaats in de Servische gemeente Topola. De plaats telt 70 inwoners (2002).